# Rinna
För andra betydelser, se Rinna (olika betydelser).
Rinna är kyrkbyn i Rinna socken i Boxholms kommun i Östergötlands län. Den är belägen sydväst om Mjölby vid norra stranden av Rinnasjön.
I orten ligger Rinna kyrka.